# Louis Garnier
Pour les articles homonymes, voir Louis Garnier (homonymie) et Garnier.
Louis Garnier, né le 20 mai 1843 à Laval et mort le 10 novembre 1927, est un architecte français.

## Biographie
Il est le fils de Théodore Garnier, agent-voyer et de Marie-Louise Guérin, et le petit-neveu de l'historien Jean-Jacques Garnier.
Après des études au lycée de Laval, il grossoye les actes du notaire Me Mottier. Il tourne le dos aux études notaires et rejoint comme son frère Édouard auparavant l'École spéciale d'architecture en 1868.
Il y travaille sous la direction d'Émile Trélat et Pierre Chabat (1827-1892). Diplômé en 1872, il part à Bruxelles où il est employé à d'importantes constructions. Il est ensuite architecte à Laval à partir de 1875.
Il participe aux travaux de la Société d'archéologie et d'histoire de la Mayenne, dont il est un des fondateurs, et de la commission municipale de la bibliothèque de la ville de Laval. Il est aussi inspecteur de la Société française d'archéologie à Laval.
Il publie plusieurs communications pour l'inventaire des richesses d'art. Il est médaillé à l'exposition de la Société des Arts Réunis de Laval.
Il est nommé le 14 décembre 1877 inspecteur des travaux diocésains de Laval. Le 19 décembre 1899, Jean-Camille Formigé demande pour lui les Palmes académiques, ce qui suscite l'opposition du  préfet en raison des opinions politiques de Louis Garnier. En 1878 il fait restaurer le « papotier » de la basilique d'Avesnières et en fait réaliser une copie en plâtre pour le musée de Laval. En 2006, la ville de Laval rachète dans une vente publique à l'hôtel Drouot, aux descendants de Louis Garnier, pour 8 000 €, cette œuvre qui était une propriété publique.
Il est élu vice-président en 1921 de la Société d'archéologie et d'histoire de la Mayenne.
Ses papiers personnels sont conservés aux Archives départementales de la Mayenne.

## Principales réalisations

### Laval
- travaux aux hôtels de Viennay, Lemarie, Bastars, Chrétien, Courte de la Bougatrière[8], à la maison Goupil
- construction du tissage mécanique de Henri de la Broise
- monument à la mémoire de Paul Flatters au lycée de Laval

### Mayenne
- mairie-école : Gorron, Bonchamp-lès-Laval, Forcé (1877), Montourtier, Soulgé, etc
- travaux au Château de la Drugeotterie, Château de la Forge, etc
- église de Deux-Evailles, due à Georges Gamard
- église d'Argentré, de Viviers-en-Charnie (1905)
- restauration de l'Église Saint-Sixte de La Chapelle-Rainsouin, due au comte de Vaujuas-Langan
- restauration de la façade de l'église Saint-Vénérand de Laval (1891)
- chapelle de la famille Élie Brillet (1905)
- nef de l'église Saint-Martin de La Selle-Craonnaise